# Solera de Gabaldón
Solera de Gabaldón es un municipio y localidad española de la provincia de Cuenca, en la comunidad autónoma de Castilla-La Mancha. El término municipal tiene una población de 33 habitantes (INE 2024). Próximo a la localidad tiene lugar el nacimiento del río Valdemembra.

## Geografía
Ocupa un área de 50,35 km² y se encuentra a una altitud media de 1043 m sobre el nivel del mar.
Integrado en la comarca de Serranía Media, se sitúa a 48 km de la capital provincial. El término municipal está atravesado por la carretera autonómica CM-220 (antigua N-320 entre los pK 97 y 99) y por una carretera local que permite la comunicación con Almodóvar del Pinar y Chumillas. 
El relieve del municipio es el propio de la serranía, con altibajos del terreno, cerros aislados y arroyos. El río Valdemembra cruza el territorio de noroeste a este. La altitud oscila entre los 1143 m al norte y los 990 m a orillas del río Valdemembra. El pueblo se alza a 1047 m sobre el nivel del mar.
| Noroeste: Chumillas y Monteagudo de las Salinas | Norte: Monteagudo de las Salinas | Nordeste: Monteagudo de las Salinas |
| Oeste: Chumillas                                |                                  | Este: Almodóvar del Pinar           |
| Suroeste: Barchín del Hoyo                      | Sur: Barchín del Hoyo y Gabaldón | Sureste: Almodóvar del Pinar        |

## Historia
A mediados del siglo XIX, la villa tenía contabilizada una población de 159 habitantes. Aparece descrita en el decimocuarto volumen del Diccionario geográfico-estadístico-histórico de España y sus posesiones de Ultramar de Pascual Madoz de la siguiente manera:

SOLERA: v. con ayunt en la prov. y dióc. de Cuenca (7 leg.), part. jud. de la Motilla del Paluncar (3), aud. terr. de Albacete (13), c. g. de Castilla la Nueva (Madrid 27): sit. á corta dist. del origen del r. Gabaldon, en terreno montuoso, y dominado por dos elevadas sierras que rodean el cerro sobre que se halla la v.; el clima es sano, frio y ventilado por todos los vientos, y en especial por el de N. y O. Consta de 48 casas, inclusa la de ayunt., cárcel y un pósito, conservándose todavía un torreon del tiempo de los árabes; escuela de ambos sexos, concurrida por 10 niños y 6 niñas y dotada con 250 rs. del fondo de propios, 2 hermosas fuentes para surtido del vecindario; igl. parr. (Ntra. Sra. de la Concepcion) servida por un cura de entrada y un teniente para el anejo de Chumillas, un cementerio al S. bien ventilado, y una ermita de Sta. Maria Magdalena, ya ruinosa. Confina el térm. por N. con Monteagudo y deh. de Alcolea; E. Almodóvar del Pinar; S. Barchin del Hoyo, y O. Chumillas. El terreno es montuoso y de secano casi todo, á escepcion de unos huertos que se riegan con las aguas del citado r., que nace al N. de la pobl. y á 300 pasos de dist.: en el térm. se encuentran mu&hos sitios poblados de pinos blancos, rodenos, carrascas, robles y romeros, con otra infinidad de arbustos y plantas medicinales; en las 3 deh. que hay en su jurisd. se crian buenos pastos para el ganado lañar. Los caminos son locales y en mal estado. La correspondencia se recibe de la Motilla del Palancar, una vez á la semana. prod.: trigo tranquillon, cebada, centeno, avena, escaña, algunas legumbres y hortalizas; se cria ganado lanar y vacuno, y caza de liebres, perdices y conejos. ind.: la agrícola y ganadería. comercio: la venta de granos sobrantes y ganado, y la importacion de arroz, bacalao, aceite, y demas art. de consumo diario. pobl.: 40 vec., 159 almas. cap. prod.: 1.231,260 rs. imp.: 61,563.
En el año de 1811 fueron quemadas por las tropas francesas la mayor parte de las casas de esta v., quedando reducidas al número arriba dicho; siendo así que antes de aquella época contaba 130 vecinos.
(Madoz, 1849, p. 427)

Hasta la reforma de la nomenclatura municipal de 1916 el municipio se llamaba simplemente Solera. En dicha fecha su nombre fue modificado por el de Solera del Gabaldón.

## Demografía
Solera del Gabaldón cuenta con una población de 33 habitantes (INE 2024).
| Gráfica de evolución demográfica de Solera del Gabaldón entre 1842 y 2021 |
| |
| Población de derecho según los censos de población del INE Población de hecho según los censos de población del INEEn estos censos se denominaba Solera: 1842, 1857, 1860, 1877, 1887, 1897, 1900 y 1910 Entre el censo de 1981 y el anterior, este municipio desaparece porque se integra en el municipio Almodóvar de Monte Rey Entre el censo de 1991 y el anterior, aparece este municipio porque se segrega del municipio Almodóvar de Monte Rey |

| 1991 |  | 1996 |  | 2001 |  | 2007 |  | 2013 |
| ---- |  | ---- |  | ---- |  | ---- |  | ---- |
| 42   |  | 45   |  | 47   |  | 37   |  | 25   |

## Patrimonio
Hay una iglesia parroquial bajo la advocación de Nuestra Señora de la Concepción.